# کوخدس (ایالت)
کوخدس (به اسپانیایی: Cojedes) یکی از ۲۳ ایالت ونزوئلا است. مرکز این ایالت شهر سن کارلوس است. کوخدس ۳۲۳٬۱۶۵ نفر جمعیت دارد.